# Mazatlán Villa de Flores
Mazatlán Villa de Flores är en kommun i Mexiko.   Den ligger i delstaten Oaxaca, i den sydöstra delen av landet, 280 km sydost om huvudstaden Mexico City.
Följande samhällen finns i Mazatlán Villa de Flores:
- Aguacatitla
- Agua Mosquito
- El Trapiche Viejo
- Platanillo
- Almolonga
- El Progreso
- Capulín Naranjo
- El Corral
- Cacahuatlán
- El Relámpago
- La Raya
- Piedra de León
- Las Minas
- Santiago Mirador
- El Malangar
- Loma Grande
- Loma Alta
- Llano Largo
- El Encinal
- El Naranjo
- Loma Celosa
- Nogaltepec
- Llano Teotitlán
- Salina Cruz
- El Sabino
- Llano de Fresno
- Loma Cozahuico
- Barrio el Coyote
- Caracol 2
- Cacalotepec
- Los Reyes
- La Laguna
- La Juquilita
- Buenavista